# 梅若六郎 (56世)
五十六世 梅若 六郎（ごじゅうろくせい うめわか ろくろう、1948年（昭和23年）2月16日 - ）は、観世流シテ方能楽師。梅若六郎家当代、重要無形文化財保持者（人間国宝）、日本芸術院会員。1988年（昭和63年）五十六世梅若六郎を襲名。2009年（平成21年）二世梅若玄祥へ改名。2018年（平成30年）2月16日、四世梅若実を襲名。雪号は梅若桜雪（ - ろうせつ）。
現代を代表するシテ方の一人として知られ、数多くの賞を受賞している。また新作能に意欲的に取り組んでいることでも知られ、これまでに瀬戸内寂聴原作『夢浮橋』、美内すずえ原作『紅天女』（くれないてんにょ）、堂本正樹作『空海』、山本東次郎作『伽羅沙』（がらしゃ）・『大坂城』、馬場あき子作『額田王』、ミハイル・マルマリノス演出『ネキア』、村上元三作『覚鑁』などを初演している。
三世藤間勘祖との間の子に八世藤間勘十郎がいる。妻の梅若和子は、マドラス (企業)創業者一族の娘で、慶應義塾大学法学部卒業後、英国ケンブリッジ大学に留学、梅若インターナショナル代表兼日本伝統文化交流協会会長を務める。

## 略歴
- 1948年、五十五世梅若六郎の次男として生まれる。本名・梅若善政。祖父は二代梅若実。曽祖父は明治三名人の一人、初代梅若実。 父、祖父に師事。
- 初舞台は3歳で「鞍馬天狗」の子方。
- 初シテは6歳で「猩々」。
- 1979年、観世流梅若六郎家当主を継承。
- 1988年五十六世梅若六郎を襲名。財団法人梅若会理事長、能楽協会常務理事。
- 1980年 芸術祭優秀賞
- 1987年 芸術選奨新人賞受賞[5]
- 1996年 観世寿夫記念法政大学能楽賞[6]
- 1999年 読売演劇大賞優秀賞・芸術院賞
- 2006年 紫綬褒章受章[7]。
- 2007年 日本芸術院会員となる。
- 2009年1月8日、二世梅若玄祥へ改名。
- 2014年 重要無形文化財保持者（人間国宝）となる。
- 2016年 東京都中野区名誉区民
- 2018年2月16日、 四代梅若実を襲名。
- 2019年 フランス芸術文化勲章シュバリエ受章[8]。
- 2022年 観世宗家から梅若桜雪の雪号と観世流老分の称を受ける[2]。
- 2024年 旭日中綬章受章[9]。

## 逸話
- 梅若家の祖は橘諸兄と伝わる[10]。
- 元は「梅津」姓であったが、37世景久が後土御門天皇から「若」の字を賜った[10]。
- 初世梅若玄祥は40世梅若九郎右衛門氏盛である[10]。
- 梅若家の菩提寺は、京都府南丹市日吉町殿田にある曹洞宗曹源寺である[10]。
- 影響を受けた人物として観世寿夫を挙げている[11]。
- 多田富雄作の新作能「一石仙人」を石川県立音楽堂で公演した際には、オリヴィエ・メシアン作のオルガン曲を使っている[11]。

## 著書
- 『まことの花』世界文化社 2003年